# Associazione Sportiva Roma (femenino)
La Associazione Sportiva Roma (en español, Asociación Deportiva de Roma), también conocida como AS Roma, Roma o Roma Femminile, es un club italiano de fútbol femenino con sede en la ciudad de Roma, en Lacio. Es la sección femenina del club homónimo. Compite en la Serie A, máxima categoría del fútbol femenino en Italia.
Fundada en 2018, sus colores distintivos son el rojo y el amarillo, tonalidades correspondientes al estandarte de la Colina Capitolina.
Incluyendo la temporada 2022-23, la Roma ha participado en cinco campeonatos domésticos, todos en la Serie A, viviendo en estas dos últimas temporadas sus campañas más exitosas de su corta historia. La Roma conquistó la última edición de la Serie A Femminile en la 2022-23, el primer título liguero en la historia del club, en un pulso hasta el final de la temporada frente a la Juventus. Además, el conjunto entrenado por Alessandro Spugna logró levantar también el trofeo de la Supercoppa de Italia en esta última temporada. Cuenta con un tercer título en su palmarés, la Copa de Italia ganada en la 2020-21.
La Roma es también uno de los miembros de la Asociación Europea de Clubes (ECA), una organización internacional formada por los principales equipos de fútbol europeos, reunidos en consorcio para obtener la protección común de derechos deportivos, legales y televisivos ante la FIFA.

## Historia

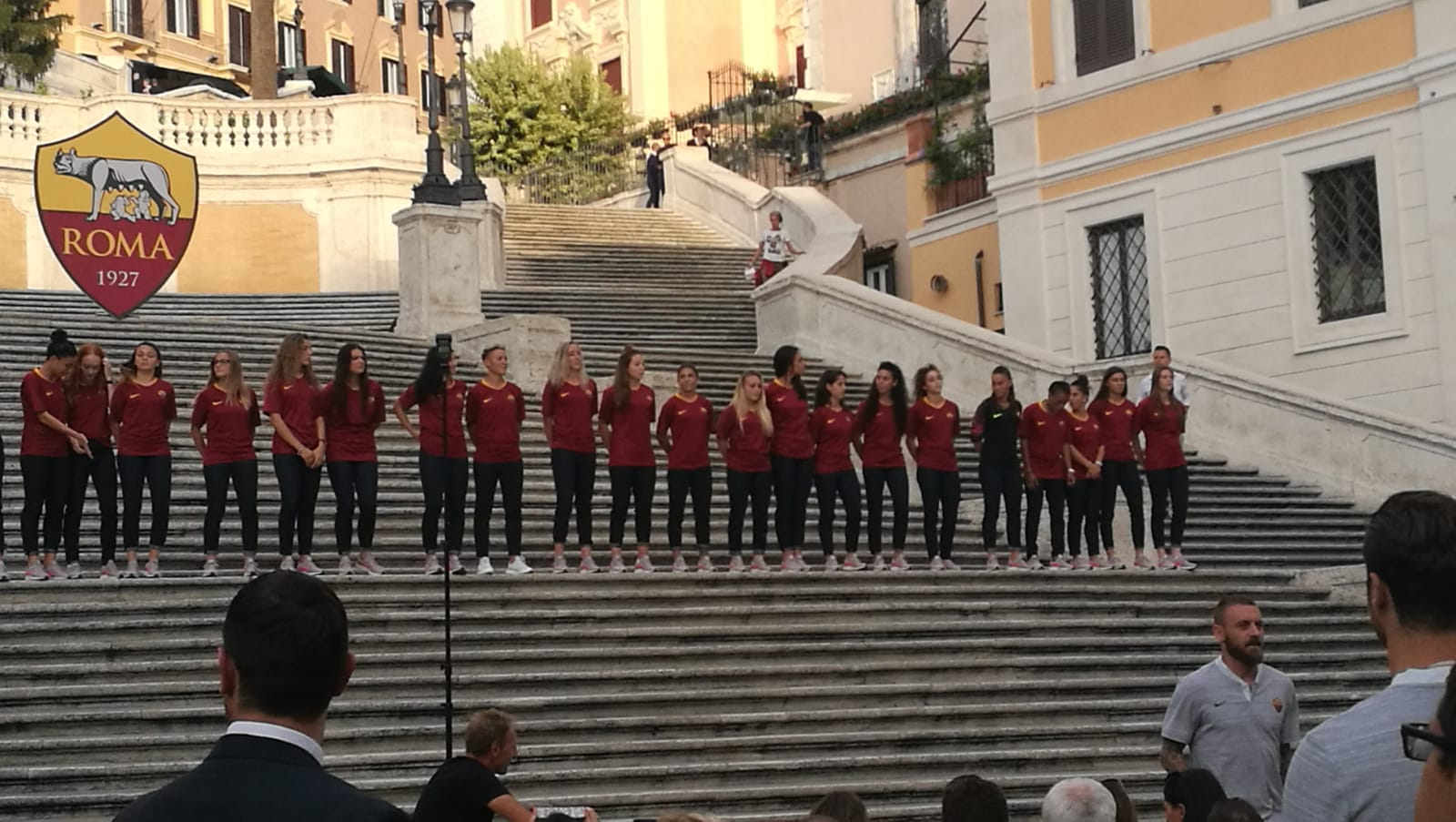
Presentación oficial de la Roma femenina.

En Roma, el fútbol femenino se originó en la década de 1960 y continuó en los años siguientes con la fundación de varios clubes, entre ellos Roma Calcio Donne (formado en 1965) y Res Roma (2004), que, aunque ambos adoptaron el nombre de la capital italiana y los colores amarillo y rojo, no tienen ningún vínculo corporativo con el club masculino. Desde 2015, La Lupa cuenta con una sección femenina en su sector juvenil, sin embargo, el primer equipo no se formó hasta el 1 de julio de 2018 gracias a la posibilidad que ofrece la Federación Italiana de Fútbol (FIGC) a los clubes masculinos profesionales de adquirir clubes amateurs femeninos: el club capitolino se tomó el lugar de la mencionada Res Roma, que entretanto se desvinculó de la actividad, permitiendo que las rojiamarillas se inscribieran directamente a la Serie A.
Bajo la dirección técnica de Elisabetta Bavagnoli, y con 22 nuevas jugadoras (la mayoría de ellas del Res Roma), las romanas debutaron en la Serie A (edición 2018-19) con una derrota por 3-2 ante el Sassuolo. Su primer triunfo llegó el 27 de octubre de 2018, en el choque de la quinta fecha ante el Florentia San Gimignano, con un resultado final de 2-1. Una victoria, que sería la predecesora de una racha de 4 victorias en los siguientes partidos, y una carta de presentación notable en su primera participación, acaban en cuarta posición en su primera temporada en Serie A. En la Copa de Italia 2018-19, la Roma fue eliminada en semifinales por la Fiorentina: tras un empate en la ida, la derrota por 2-0 sufrida en Florencia fue decisiva.
En la temporada 2020-21, la Lupa conquistó su primer trofeo con la victoria en la Copa de Italia 2020-21. Al año siguiente el equipo capitolino consiguió un subcampeonato en la Serie A y en la final de la Copa de Italia, lo que sería una precuela de los siguientes años. En las últimas tres temporadas, la Roma ha conquistado una Serie A y una SuperCoppa Italiana.Unos primeros años de adaptación y crecimiento constante, que ha llevado a la Roma Femminile a convertirse en lo que es hoy, un referente en el futbol italiano, y una de las entidades con más reconocimiento internacional del momento. De hecho, el club capitalino ha recibido recientemente la nominación al mejor equipo femenino del planeta en los Globe Soccer Awards.

## Trayectoria en competición europea
La corta vida de esta entidad, no ha sido obstáculo para alzarse con un nombre y un prestigio en el continente europeo. Tuvieron que pasar 4 temporadas desde su debut en la Serie A Femminile (2018-19, 2019-20, 2020-21 y 2021-22), para poder ver por primera vez al equipo capitalino. Un debut en competición europea, que supuso un antes y un después para la Roma, y para el futbol femenino en la capital italiana, ya que era la primera vez que un club romano participaba en cualquier competición europea de futbol femenino.
Tras finalizar en segunda posición en la Serie A la temporada 2021-22, la Roma tuvo la oportunidad de jugar las fases clasificatorias de la UEFA Womens Champions League. Una fase clasificatoria distinta entre las diferentes federaciones europeas, donde, en el caso de la Federación Italiana, al ser un país aun en proceso de crecimiento y profesionalización, cuenta únicamente con una plaza fija (para el campeón), y una segunda plaza sujeta al pase de fases previas, para el segundo clasificado. En aquella temporada 2022-23, la Roma se colaba en competiciones europeas como segunda de la Serie A, teniendo que superar al Paris FC en la Ronda 1 (0-0, 4-5 en penaltis) y al Sparta Praga en la Ronda 2 (6-2 global). 
Esto le valió la clasificación a la fase de grupos, donde logró finalizar como segunda de grupo, por detrás del VfL Wolfsburgo. La histórica primera andadura de la Roma en competición europea finalizó en cuartos de final, en una ronda que será siempre recordada en la ciudad. Una eliminatoria frente al Barcelona, que sirvió para que el equipo Femminile disputase un partido en el Estadio Olímpico de Roma por primera vez en historia, con un resultado de 0-1 para las catalanas. La eliminatoria finalizaría con un 6-1 para el FC Barcelona, gracias al 5-1 logrado en el partido de vuelta en el Camp Nou.
En la 2023-24, la Roma volvió a clasificarse a la Champions League, esta vez como campeona de la Serie A, lo que le supuso no tener que disputar la primera ronda previa de esta competición. El equipo capitalino debutó en esta edición presente en la segunda ronda eliminatoria frente al FK Vorskla, en  una eliminatoria que tuvo que disputarse al completo en Tre Fontane, a causa de la guerra Ucrano-Rusa, que hizo imposible la disputa de la ida de esta eliminatoria en el Stadion Dynamo, de la ciudad de Járkov. La Roma pasó por encima de las ucraniana con un global de 9-1, valiéndole la clasificación a fase de grupos, en donde ha sido emparejada con el Bayern Múnich, PSG y Ajax. El equipo no pudo pasar de fase de grupos, quedandoosla último del Grupo C.
En esta última temporada, la 2024-25, la Roma volvió a clasificarse a Champions League en el bombo de los equipos campeones de liga. Tras eliminar el Servette FC suizo por un global de 10-3, el equipo fue emparejado en fase de grupos con el Olympique Lyon, Wolfsburgo y Galatasaray, donde quedó eliminada a igualdad de puntos con el Olympique, en tercera posición.

## Jugadoras

### Plantilla y cuerpo técnico
Desde su creación en el verano de 2018, la plantilla del cuadro capitalino ha ido sufriendo modificaciones notables. El inmenso crecimiento del club en poco más de 5 años ha obligado a la entidad a ajustar la plantilla a las necesidades cambiantes del club. Desde su creación, solamente una jugadora se mantiene en plantilla, como es el caso de Giada Greggi. En sus seis años de historia, el equipo ha tenido dos técnicos: Elisabetta Bavagnoli, ahora reconvertida en máxima dirigente de la sección femenina de la AS Roma, y Alessandro Spugna, actual técnico del equipo.

## Estadio: Tre Fontane
El estadio Tre Fontane es una instalación deportiva multifuncional ubicada en Roma, en el distrito EUR, hoy en día especialmente conocido por su uso por parte de varios equipos de la Roma, entre ellos, el equipo Femminile, Primavera Masculino y varios equipos más de la sección masculina del club.
La instalación, dotada de dos gradas laterales de hormigón con una capacidad total de 4.000 asientos, fue hasta 2011 sede de los partidos del Rugby Roma, el equipo profesional de rugby 15 de la capital, y forma parte de un complejo mayor de instalaciones deportivas conocidas como “Complejo Deportivo Tre Fontane”. A pesar de sus 4.000 localidades, la utilización de sus gradas está limitada a únicamente una de ellas, la ubicada en la parte más cercana a la entrada principal, quedando la segunda de las gradas reservada para miembros del club, periodistas, y personal profesional de la Federación Italiana.
En este 2023, el campo principal de Tre Fontane ha sido remodelado en términos de la normativa de la UEFA. El éxito del equipo Femminile, y sus últimas clasificaciones a Champions, han obligado al club a incorporar mejores instalaciones lumínicas, así como asientos de plástico en sus dos gradas, sustituyendo los tradicionales escalerones utilizados desde la creación del estadio.

## Indumentaria
En la fundación del AS Roma, el uniforme estaba compuesto por camiseta roja imperial, pantaloneta roja imperial y medias rojas imperial.
- Uniforme titular: Camisa rojo oscuro imperial (incluido el parche de campeonas de Italia), pantaloneta rojo oscuro imperial o blanca y medias rojas oscuras imperial.
- Uniforme alternativo: Camiseta blanca(incluido el parche de campeonas de Italia), pantalón blanco y medias blancas.
- 3° uniforme: Camiseta negra con tonos anaranjado y amarillos en las mangas (incluido el parche de campeonas de Italia), pantalón negro con detalles anaranjados y medias del mismo color.

### Uniformes actuales
| Primera equipación |

## Palmarés
Títulos: (6)
| Competición nacional      | Títulos          | Subcampeonatos   |
| ------------------------- | ---------------- | ---------------- |
| Serie A (2/1)             | 2022-23, 2023-24 | 2021-22          |
| Copa Italia (2/2)         | 2020-21, 2023-24 | 2021-22, 2022-23 |
| Supercopa de Italia (2/1) | 2022, 2024       | 2023             |

## Categorías inferiores
Desde la creación oficial de la sección femenina del club, la Roma se ha consolidad como uno de los equipos referencia tanto a nivel sénior, como en las categorías inferiores femeninas del fútbol italiano. Hasta la hecha, la entidad cuenta con 8 equipos en su estructura, incluyendo el Primer Equipo, y cuatro equipos en categorías inferiores: Roma Primavera, Roma Sub-17, Roma Sub-15, Roma Sub-14, uno en categoría Esordienti y otros dos en la categoría Pulcini.
En el primero de estos últimos, en la categoría Primavera (primer filial), el equipo giallorossi se ha convertido en la principal cantera en la categoría en estos últimos años. El club romano es el actual campeón de la categoría, título que ha logrado de manera consecutiva en las últimas 4 temporadas (2019-20, 2020-21, 2021-22 y 2022-23), algo que nunca nadie había conseguido hasta la fecha. Este equipo Primavera también llegó a la Final de Coppa Italia de la 2019-20, disputada en Viareggio, donde las capitalinas cayeron por 1-2 frente a la Juventus.  
El club, cuenta además con otros tres equipos en categorías inferiores ya mencionados anteriormente, como es el caso de los equipos Sub-17, Sub-15, Sub-13, Esordienti  y Pulcini, donde en todos ellos, compiten en el grupo de la región del Lazio, al tratarse de una categoría distribuida entre regiones. Entre los éxitos más remarcables en estas categorías de edades más tempranas, cabe remarcar el Scudetto ganado por el equipo Sub-17 esta última temporada, en una emocionante final contra el Milan disputada en Senigallia, alzando así el primer título en la historia en esta categoría.
Los partidos de las categorías inferiores como local, se disputan en el dentro del complejo deportivo CPO Giulio Onesti, también conocido como el Centro de Preparación Olímpica Giulio Onesti, situado en la calle Largo Giulio Onesti, 1, a las afueras de la capital italiana.